# MGCP
Media Gateway Control Protocol (MGCP) este un protocol utilizat în cadrul implementărilor de tip Voce pe IP (VoIP). MGCP este definit în mod informațional (nestandardizat) în documentul IETF RFC 3435, care actualizează definiția anterioară din RFC 2709. MGCP înlocuiește Simple Gateway Control Protocol (SGCP).
Protocolul standard care servește aceluiași scop este Megaco(H.248), definit în RFC 3015. Totuși, Megaco nu este un protocol foarte răspândit în acest moment (Marie 2006), dar pare să câștige din ce în ce mai mult teren în cadrul arhitecturii NGN.
Utilizarea cea mai întâlnita pentru MGCP se găsește în cadrul arhitecturii de televiziune prin cablu, pentru servicii de Voce pe IP sau Video la Cerere (VoD).
MGCP este un protocol folosit în cadrul sistemelor de Voce pe IP distribuite, care văzute din exterior par un singur dispozitiv. Spre deosebire de alte protocoale VoIP, precum SIP sau H.323, MGCP-ul are o arhitectură de tip stăpân – sclav (eng: master-slave).
Sistemul este compus din două entități:
- Media Gateway Controller (MGC), numit și Call Agent (CA), care joacă rolul de stăpân.
- Media Gateway (MG) care joacă rolul de sclav.

## Componentele arhitecturii MGCP
Media Gateway (MG)  - Element de rețea care transformă informațiile între rețelele cu comutație de circuite (PSTN) - trunchiuri sau bucle locale- și Internet (ori alte tipuri de rețele de date cu comutație de pachete).
Asigură, de asemenea, conversia semnalelor audio între cele două tipuri de rețele, sau, medierea transmisiilor între dispozitive care nu au un codec comun.
Câteva exemple de gateway-uri:
- gateway-uri de trunchiuri
- gateway-uri de Voce pe ATM
- gateway-uri rezidențiale
- gateway-uri de acces

Media Gateway Controller (MGC)  - Element de rețea care gestionează înregistrarea, administrarea cât și controlul funcționalității resurselor unuia sau mai multor Media Gateway. Colectează informațiile despre desfășurarea evenimentelor și le pune la dispoziția sistemelor de administrare și plată.

## Lista comenzilor MGCP
- RSIP (prescurtare de la RestartInProgress) - Semnalizează că un endpoint sau un grup de endpoint-uri vor fi scoase sau repuse în funcțiune.

- RQNT (prescurtare de la NotificationRequest) - Mesaj transmis numai de către MGC prin care îi specifică media gateway-ului să trimită notificări la apariția evenimentelor enumerate în cadrul mesajului.

- NTFY (prescurtare de la Notify) - Comunică MGC detectarea apariției unui anumit eveniment.

- CRCX (prescurtare de la CreateConnection) - Mesaj transmis de către MGC prin care solicită MG să creeze o sesiune de streaming.

- MDCX (prescurtare de la ModifyConnection) - Mesaj prin care se modifică proprietățile unei sesiuni de streaming.

- DLCX (prescurtare de la DeleteConnection) - Mesaj prin care se solicită încheierea unei sesiuni de streaming și colectarea parametrilor acestei sesiuni.

- AUEP (prescurtare de la AuditEndpoint) - Mesaj prin care se determină starea unui endpoint.

- AUCX (prescurtare de la AuditConnection) - Mesaj prin care se determină starea unei conexiuni și a parametrilor acesteia.

- EPCF (prescurtare de la EndpointConfiguration) - Specifică codarea semnalelor care vor fi recepționate de către endpoint.

## RFC-uri
O listă completă de RFC-uri referitoare la MGCP:
- RFC 3435 - Media Gateway Control Protocol (MGCP) Versiunea 1.0 (suprascrie RFC 2705)
- RFC 3660 - Package-urile esențiale de Media Gateway Control Protocol (MGCP) (informațional)
- RFC 3661 - Media Gateway Control Protocol (MGCP) Folosirea codurilor de răspuns pentru comenzi
- RFC 3064 - MGCP Package-ul CAS
- RFC 3149 - MGCP Package-ul de telefon profesional
- RFC 3515 - Session Initiation Protocol (SIP) Metoda Refer
- RFC 3991 - Media Gateway Control Protocol (MGCP) Package-ul de Redirectare și Resetare
- RFC 3992 - Media Gateway Control Protocol (MGCP) Mecanismul de raportare a stărilor de blocaj

## Alte protocoale de Voce pe IP
- Megaco
- SIP
- SCCP
- H.323